# Guinayangan
Guinayangan (Bayan ng Guinayangan) är en kommun i Filippinerna. Kommunen ligger på ön Luzon, och tillhör provinsen Quezon. Folkmängden uppgår till 37 164 invånare.

## Barangayer
Guinayangan är indelat i 54 barangayer.
| - A. Mabini - Aloneros - Arbismen - Bagong Silang - Balinarin - Bukal Maligaya - Cabibihan - Cabong Norte - Cabong Sur - Calimpak - Capuluan Central - Capuluan Tulon - Dancalan Caimawan - Dancalan Central - Danlagan Batis - Danlagan Cabayao - Danlagan Central - Danlagan Reserva | - Del Rosario - Dungawan Central - Dungawan Paalyunan - Dungawan Pantay - Ermita - Gapas - Himbubulo Este - Himbubulo Weste - Hinabaan - Ligpit Bantayan - Lubigan - Magallanes - Magsaysay - Manggagawa - Manggalang - Manlayo - Poblacion - Salakan | - San Antonio - San Isidro - San Jose - San Lorenzo - San Luis I - San Luis II - San Miguel - San Pedro I - San Pedro II - San Roque - Santa Cruz - Santa Maria - Santa Teresita - Sintones - Sisi - Tikay - Triumpo - Villa Hiwasayan |